# Slaget vid Sibbarp
Slaget vid Sibbarp var en militär drabbning under Karl X Gustavs första danska krig vid Sibbarps skans vid Helge å fyra kilometer söder om Osby.
Slaget utkämpades den 26 september 1657. Den danske länsmannen och översten Knud Ulfeld var i norra Skåne mot gränsen till Småland för att leda förberedelserna till ett anfall mot Småland, genom vilket han hoppades tvinga svenskarna under Gustav Otto Stenbock att utrymma Skåne. Han hade till sitt förfogande 1500 man: ett regemente reguljära ryttare, en avdelning dragoner och ett stort uppbåd av göingebönder. Med denna trupp stod han söder om övergången av Helge å vid Sibbarps skans.
Söderifrån kom en svensk styrka, ungefär 110 småländska ryttare och dragoner, som anfördes av översten Sven Ranck. Truppen har varit på spaningsuppdrag långt in i Skåne och var på hemväg, men fann återvägen avskuren. Den försökte slå sig igenom, men lyckades inte och styrkan led förluster. Återstoden, med sin befälhavare, drog sig åt sydväst längs Helge å mot byn Malshult. Där anvisade bonden Torkil Mattisson ett vadställe över ån vid Kriddarens fall.
Vid slaget omkom den danske befälhavaren Knud Ulfeldt, vilket ledde till att planerna på ett danskt anfall mot Småland uppgavs. 
| ”                                                                 | De svenskar under överste Rank hava varit få och blivit till största delen omringade och nedsablade. Danske översten herr Ulfeld har, då han kom tillbaka till valplatsen, sedan han förföljt de få, som undkommit. Blivit skjuten av en illa blesserad svensk, som liggande bakom några s.k. budrika stenar, som än visas, räknades för död, men visste så väl att nyttja ett laddat gevär, som han upptog, att han brukade det mot själve översten, som under marschen kom honom förbi. Herr överste Ranck, som med några få slagit sig igenom, skall på en obruklig väg hava kommit över kronodammen, först till Skeinge sätesgård och sedan till Småland, nyttjandes till vägvisare en bonde från Malshult och Ousby socken vid namn Torkel Mattisson, som och, då landet kort därefter med Sverige åter förenat, fick därför skattefrihet på sitt hemman för sig och sina efterkommande | „ |
| – Hans Peter Lorich (1712–1798), prost i Osby, i Acta eleri, 1761 | |   |

## Minnessten

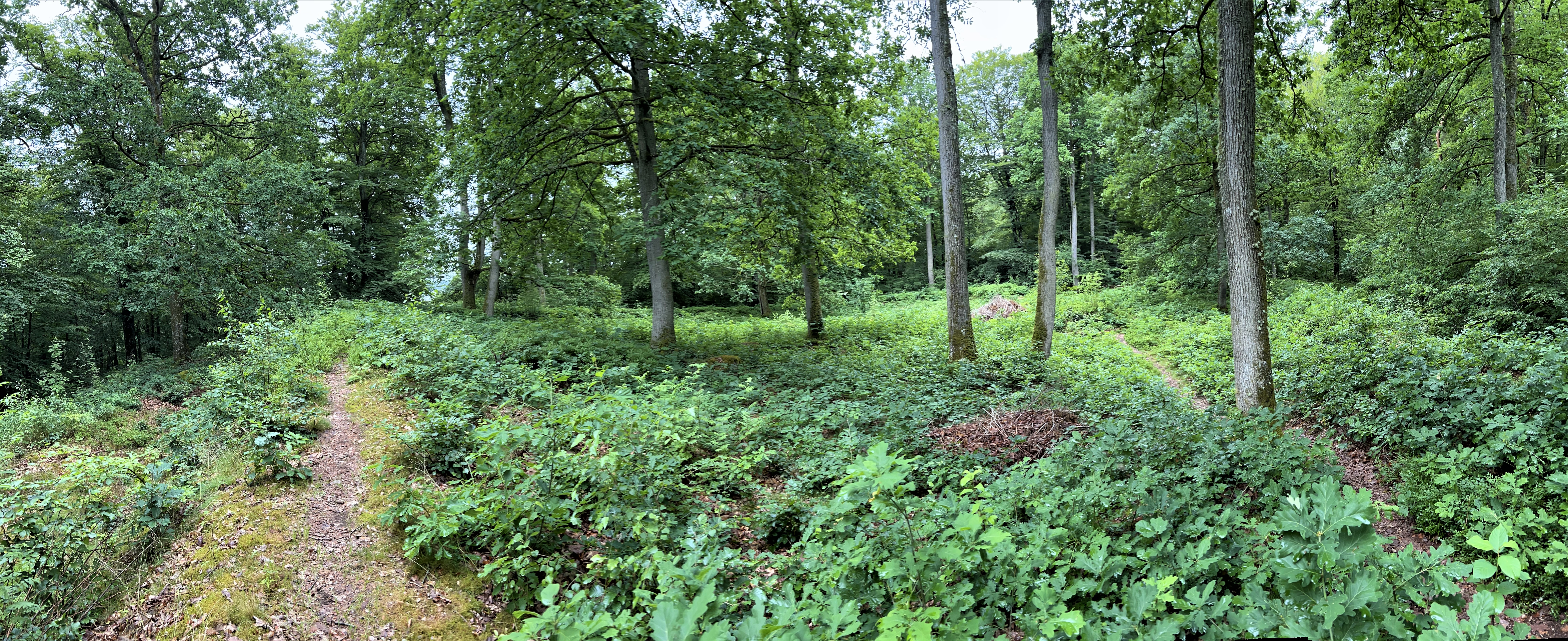
Sibbarps skans

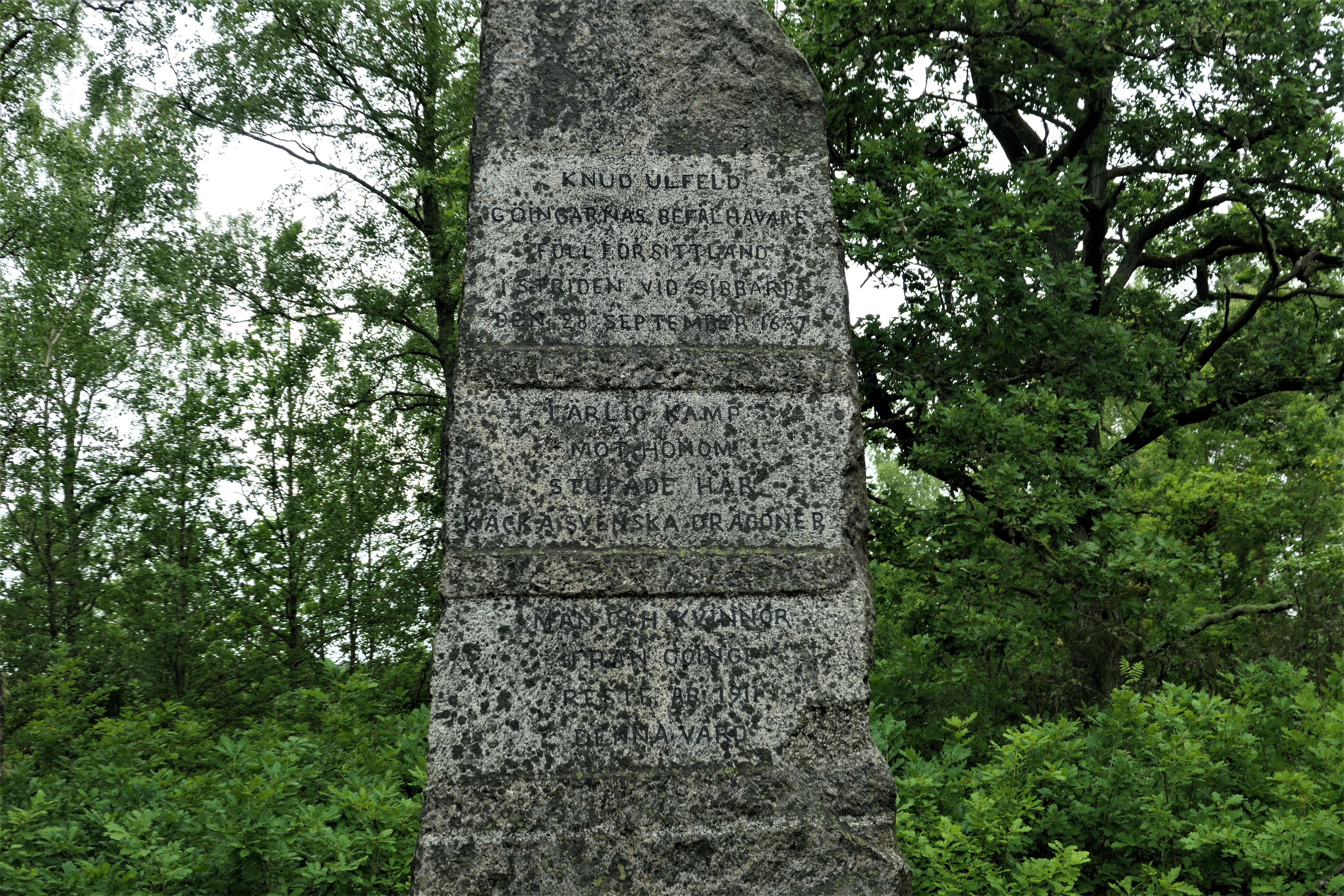
Minnessten för att hedra de stupade, bland dem den danske översten Knud Ulfeldt

En minnessten restes den 28 september 1911 över Slaget vid Sibbarp. Den står strax söder om Stavshultsgården och naturreservatet Osby skansar  (56°21′05″N 13°58′05″Ö / 56.351355°N 13.968084°Ö), där bland annat Sibbarps skans ligger. Den restes på privat initiativ av bland annat professorn i historia vid Lunds universitet Arthur Stille och överlämnades till Osby kommun.
Minnessten är av granit och är 2,9 meter hög, 1,2 meter bred vid basen och 0,45-0,6 meter tjock vid basen. Den är avsmalnande mot toppen. Stenen står på en betongplatta och omgärdas av ett stängsel av huggna stenar med en järnkätting mellan. På stenen finns inskriptionen:
| ” | Knud Ulfeld göingarnas befälhavare föll för sitt land i Sibbarps skans den 28 september 1657 I ärlig kamp mot honom stupade här käcka svenska dragoner Män och kvinnor från Göinge reste denna vård | „ |